# Мавріна Юлія Сергіївна
Юлія Сергіївна Мавріна (нар. 10 вересня 1984 року, Феодосія, Українська РСР , СРСР) — українська і російська акторка театру і кіно і телебачення.

## Життєпис[2]
Народилася 10 вересня 1984 року в Феодосії в родині військовослужбовця. 
Мати Лариса Петрівна Мавріна, за освітою вчителька фізики. Юлія захопилась театром ще в ранньому дитинстві.
На початку 1990-х років Юлія разом з партнером по студії драматичного мистецтва виступила в Москві, в телепрограмі «Утренняя звезда». У 1997 році разом з матір'ю переїхала до Санкт-Петербургу. Під час навчання в школі почала займатися акторським мистецтвом у Музично-естрадній театрі-студії «Розіграш» Аничкового палацу (1997).
У 1999 році, у 15 років, не маючи атестата про закінчення школи (закінчила пізніше, екстерном), вступила на факультет драматичного мистецтва Санкт-Петербурзької театральної академії (курс Г. Баришевої). Надзвичайно обдарована музично, Юлія Мавріна вважалася примою на своєму курсі. Зіграла головну роль у дипломному спектаклі «Мадемуазель Нітуш». В 2002 році дебютувала в кіно головною роллю Ольги у фільмі Ігоря Маслєннікова «Листи до Ельзи», однак перший успіх прийшов до Юлії після того, коли в Новорічну ніч вийшов в ефір мюзикл «Попелюшка», де вона зіграла головну роль. Режисер Семен Горов довго вибирав головну героїню із значної кількості претенденток, але зупинив свій вибір на нікому не відомій студентці з Пітера. Коли Юлія приїхала в Київ на кінопроби, вона з подивом для себе дізналася, що вже затверджена на роль.
Після цього успіху молодою акторкою зацікавилися й інші режисери. Віталій Мельников запросив на роль Анни Лопухіної в історичній картині «Бідний, бідний Павло», потім пішла робота в популярному серіалі «Убивча сила-6» — в серії «Братство по зброї» вона зіграла роль дівчини Ніколь.
Яскравою роботою Юлії Мавріної стала роль наркозалежної в картині «Місто без сонця». Входячи в образ, акторка спілкувалася з наркозалежними, ходила до лікарні, збирала матеріали. За цей час вона схудла на 8 кілограмів. 
Однак ще більшу популярність акторка здобула після ролі Лілії Субботіної в серіалі «Дочки-матері», що побачив світ 2007 року. Вона — 19-річна провінціалка, художниця-початківиця, яка приїжджає до Москви, сподіваючись досягти щастя, а заодно відшукати свою матір і зрозуміти, чому та її кинула відразу після народження. Влаштовуючись до рекламного агентства, вона навіть не підозрювала, що господинею і є її мати, роль якої виконала Олена Ксенофонтова.
|  | Коли я тільки пробувалася на цей проект, мені сказали приблизно так: «У нас немає сумнівів у твоїх акторських здібностях, але є сумніви щодо того, як ми з тебе зможемо зробити модель». Я відповіла: «Хлопці, розслабтеся: ніяк!» Тому що я явно не модель! Але, коли один глянцевий журнал зробив мою фотосесію (це було необхідно за сюжетом нашого серіалу), я дуже здивувалася: це взагалі була не я! |

Як зізналася сама Юлія, їй дуже сподобалася робота в серіалі.
Юлія Мавріна, всупереч чуткам, не має ніякого стосунку до рок-гітариста Сергія Мавріна.

## Особисте життя
В другому шлюбі з диригентом Святославом Лютером народила доньку Алісу в 2005 році. Також була одружена з актором Микитою Звєрєвим.

## Фільмографія
| Рік  |    | Назва                     | Роль                    |    |
| ---- | -- | ------------------------- | ----------------------- | -- |
| 2002 | ф  | Листи до Ельзи            | Ольга                   | ру |
| 2002 | тф | Попелюшка                 | Золушка                 | ру |
| 2003 | ф  | Бідний, бідний Павло      | Анна Лопухина           | ру |
| 2005 | с  | Убивча сила 6             | Ніколь                  | ру |
| 2006 | ф  | Короткий подих            | Ірина Моторіна          | ру |
| 2006 | ф  | Гра в шиндай              | Марія                   | ру |
| 2006 | ф  | Місто без сонця           | наркоманка Люсі         | ру |
| 2007 | с  | Дочки-матері              | Ліля Субботіна          | ру |
| 2007 | ф  | Лабіринти кохання         | Світлана Литвінова      | ру |
| 2008 | с  | Дві долі. Нове життя      | Аріана                  | ру |
| 2008 | ф  | Кровні узи                | Марина                  | ру |
| 2008 | тф | Донька                    | Маша Балашова           | ру |
| 2009 | ф  | Летить                    | Матільда                | ру |
| 2009 | с  | Територія краси           | Катерина                | ру |
| 2011 | с  | На сонячному боці вулиці  | Віра                    | ру |
| 2012 | ф  | Кохання на два полюси     | Вероніка                | ру |
| 2013 | ф  | Життя після життя (фільм) | Маша                    | ру |
| 2013 | тф | Фото на документи         | Аня                     | ру |
| 2015 | ф  | Арвентур                  |                         | ру |
| 2016 | тф | Всім найкращого           | Марина                  | ру |
| 2017 | с  | Sпарта                    | Інга, подруга Істоміної | ру |